# Siren Rock
Siren Rock är en kulle i Antarktis. Den ligger i Västantarktis. Inget land gör anspråk på området. Toppen på Siren Rock är 661 meter över havet.
Terrängen runt Siren Rock är platt, och sluttar brant västerut. Trakten är obefolkad. Det finns inga samhällen i närheten.